# Голливудское ревю 1929 года
«Голливудское ревю 1929 года» (англ. The Hollywood Revue of 1929) — американский мюзикл Чарльза Рейснера 1929 года.
В 1930 году был претендентом на премию «Оскар» в номинации «лучший фильм».

## Сюжет
Мюзикл бродвейского формата, в котором приняли участие — в роли самих себя — все тогдашние звёзды студии Metro-Goldwyn-Mayer.

## В ролях
- Конрад Найджел — камео
- Джек Бенни — камео
- Джон Гилберт — Ромео
- Норма Ширер — Джульетта
- Джоан Кроуфорд — камео
- Бесси Лав — камео
- Клифф Эдвардс — камео
- Стэн Лорел — Стэн
- Оливер Харди — Оливер
- Анита Пейдж — камео
- Бастер Китон — камео
- Мари Дресслер — камео
- Чарльз Кинг — камео
- Мэрион Дэвис — камео